# Joe Masseria
Joe Masseria, soprannominato Joe the Boss, all'anagrafe Giuseppe Masseria (Menfi, 17 gennaio 1886 – New York, 15 aprile 1931), è stato un mafioso italiano naturalizzato statunitense, appartenente a Cosa Nostra americana.

## Biografia
Giuseppe Masseria nacque a Menfi (provincia di Agrigento) in una famiglia di sarti, ma presto si trasferì a Marsala, in provincia di Trapani. Per sottrarsi a un'accusa di omicidio, nel 1903 fuggì negli Stati Uniti d'America, stabilendosi a New York, dove si unì alla banda criminale di falsari ed estorsori guidata dal mafioso siciliano Giuseppe Morello. Durante questi anni, Masseria venne più volte arrestato per estorsione e furto con scasso.
Nel 1919 il mafioso siciliano Salvatore D'Aquila decise di uccidere Giuseppe Morello, appena uscito dal carcere, costringendolo a fuggire in Sicilia per salvarsi. Qualche tempo dopo Morello tornò a New York e si affidò proprio a Masseria per contrastare D'Aquila e il suo alleato Umberto Valenti, il quale cercò più volte di uccidere Masseria, ma fallì ad ogni tentativo. Infine nel 1922 Morello affidò il comando della propria Famiglia a Masseria, che ordinò l'uccisione di Umberto Valenti, che finì assassinato in un'imboscata nella quale fu colpita anche una bambina di otto anni, che rimase ferita.
Dopo quest'omicidio Masseria venne considerato come il «capo dei capi» delle Famiglie di New York e nel 1926 supportò il gangster Al Capone in una disputa all'interno dell'Unione Siciliana di Chicago, un gruppo che assicurava copertura politica ai mafiosi siciliani e ai gangster; inoltre Masseria provvide anche ad affiliare Capone in «Cosa Nostra» nonostante non fosse siciliano e fosse implicato nello sfruttamento della prostituzione, attività considerata disonorevole dai mafiosi siciliani.
Nel 1930 Masseria entrò in contrasto con il mafioso siciliano Salvatore Maranzano perché faceva dirottare i camion carichi di alcolici e distruggeva le birrerie illegali di sua proprietà. Per questi motivi Masseria ordinò l'uccisione di Gaetano Reina, uno dei suoi alleati che credeva stesse tramando con Maranzano; scoppiò così un conflitto che divenne noto come «Guerra castellammarese», che vedeva contrapposti Masseria e Maranzano.
Il conflitto si concluse quando uno degli alleati di Masseria, Lucky Luciano, lo tradì con Maranzano per ucciderlo: il 15 aprile 1931 al ristorante Scarpato's, a Coney Island, Masseria pranzò con Luciano, il quale si alzò per andare al gabinetto pochi istanti prima che una squadra di killer che agiva su sue istruzioni, formata da Bugsy Siegel, Vito Genovese, Joe Adonis e Albert Anastasia, entrasse e uccidesse Masseria a colpi di pistola. Con l'uccisione di Masseria terminò la «Guerra castellammarese».
Masseria riceve sepoltura nel cimitero del Calvario a Woodside, New York.

## Curiosità
Il personaggio di Joe Masseria è presente nella serie tv prodotta da HBO "Boardwalk Empire" ed è interpretato da Ivo Nandi.